# Manfred Queck
Manfred Queck (* 10. August 1941 in Johanngeorgenstadt; † 1. Juli 1977 ebenda) war ein deutscher Skispringer.

## Werdegang
Queck war Mitglied des SC Dynamo Klingenthal und wurde von Herbert Leonhardt trainiert. Bei der Vierschanzentournee 1966/67 überraschte er mit einem fünften Platz beim Neujahrsspringen in Garmisch-Partenkirchen, nachdem er in Oberstdorf zuvor auf Rang 12 gesprungen war. Nachdem er in Innsbruck nicht über den 43. Platz hinauskam, landete er in Bischofshofen noch einmal auf Rang zehn. Ein Jahr später bei der Vierschanzentournee 1967/68 sprang er in Oberstdorf erneut auf einen guten siebenten Rang, musste sich aber in Garmisch und Innsbruck dem starken Teilnehmerfeld geschlagen geben. In Bischofshofen wurde er erneut Siebenter.
Bei der vierten Olympiaqualifikation der DDR-Skispringer auf der Fichtelbergschanze in Oberwiesenthal ging er am 18. Januar 1968 mit 79 und 82 Meter als Sieger hervor. Manfred Queck nahm daraufhin für die DDR an den Olympischen Winterspielen 1968 in Grenoble teil. Auf der Normalschanze belegte er Platz 14, auf der Großschanze erreichte er den vierten Platz und verpasste damit nur knapp eine Medaille. Am 29. Februar 1968 trat er bei den XX. DDR-Skimeisterschaften in den Nordischen Disziplinen an und gewann den Titel von der Normalschanze.
Bei der Vierschanzentournee 1968/69 erreichte nach einem fünften Rang in Oberstdorf nur mittelmäßige Plätze in den drei weiteren Springen. Am Ende erreichte er Rang 19 der Tournee-Gesamtwertung. Sein letztes internationales Springen bestritt er am 30. Dezember 1969 in Oberstdorf, wo er noch einmal Rang zwei und damit einen Podestrang erreichte. Zu den weiteren Springen der Vierschanzentournee 1969/70 trat er nicht mehr an.
Sein Grab befindet sich auf dem Friedhof in Johanngeorgenstadt.

## Erfolge

### Vierschanzentournee-Platzierungen
| Saison  | Platz | Punkte |
| ------- | ----- | ------ |
| 1968/69 | 19.   | 778    |